# Das Weiße Haus am Rhein
Das Weiße Haus am Rhein ist ein deutscher Fernsehfilm (Zweiteiler) aus dem Jahr 2021, basierend auf dem gleichnamigen Roman von Helene Winter. Die deutschsprachige Erstausstrahlung fand im Ersten statt, wo der Film zum Tag der Deutschen Einheit am 3. Oktober 2022 zu sehen war.
Seine Premiere feierte der Film vor ausgewähltem Publikum bereits am 26. Oktober 2021 im Rahmen des Film Festival Cologne.

## Handlung
„Das Weiße Haus am Rhein“ erzählt die Geschichte des in Bonn-Bad Godesberg am Rhein gelegenen Hotels Dreesen und seiner Besitzerfamilie in freier Form. Während die Rahmenhandlung sich an den historischen Gegebenheiten und der tatsächlichen Geschichte des Rheinhotels Dreesen orientiert, ist die Familiengeschichte der Besitzer weitgehend fiktiv. Der Film (Fernseh-Zweiteiler) erzählt von der wechselvollen Geschichte dieses alteingesessenen Luxushotels, die zu Beginn des 20. Jahrhunderts eng mit der Geschichte Deutschlands verwoben ist. Den Hintergrund bilden die deutsch-französischen Beziehungen nach dem Ende des Ersten Weltkriegs; wichtige Personen der Zeitgeschichte wie z. B. Konrad Adenauer und Charlie Chaplin sind in die Handlung eingeflochten. Beiläufig treten soziale Bewegungen in Erscheinung, z. B. die Kampagne gegen die sogenannte Schwarze Schmach, der Separatismus für eine Rheinische Republik oder eine Gruppe Inflationsheiliger.
Doch nicht nur das deutsch-französische Verhältnis wird anhand der drei Generationen einer Familie erzählt, die das Hotel in dieser Zeit führt. Durch die illustren Gäste des Grand Hotels wird dieses zu einem Ort der Weltgeschichte. Die verschiedenen Personen der Familie wie auch der Angestellten werden zu Verkörperungen der unterschiedlichen politischen sowie ideologischen Positionen in Deutschland nach dem Ersten Weltkrieg. Als die sich von einer „diskreditierten“ Generation von Eltern lossagende Jugend führt die jüngste Generation der Hoteliers-Dynastie das altehrwürdige Haus mit neuen Geschäftskonzepten und ausgefallenen Varieté-Shows im Laufe der Zwanzigerjahre in eine scheinbar erfolgreiche Zukunft. Doch dann „rettet“ Adolf Hitler im Umfeld der Weltwirtschaftskrise den Familienbetrieb, indem er das Luxushotel zu seinem Hauptquartier im Rheinland macht. Ein verhängnisvoller Pakt mit dem Teufel nicht nur für Deutschland, denn mit der Machtübernahme der Nationalsozialisten werden die in der Familie bereits lange schwelenden Konflikte unüberbrückbar und schlagen in rohe Gewalt um.

## Trivia
Eine der Schlüsselszenen des Films wurde im Freiligrathhaus in Unkel gedreht, in dem der Freiheitsdichter Ferdinand Freiligrath in den Jahren 1839/1840 lebte. Der im Kontext der Freiheitsbewegung von 1848 auch als „Trompeter der Revolution“ bezeichnete Vertreter der Spätromantik war ein enger Freund von Karl Marx und einer der Wegbereiter der Demokratischen Bewegung in Deutschland. Im Film findet die Kommunistin Elsa Wahlen (Henriette Confurius) Zuflucht im Hof des Freiligrathhauses, während sie hinter dort gelagerten Fässern versteckt mit ansehen muss, wie einer ihrer Freunde und Mitkämpfer ebendort von Nationalsozialisten erschlagen wird.
Im 1. Teil (61. Minute) berichtet Elsa im vertraulichen Gespräch mit Emil: „Die Franzosen bauen Maschinen ab und bringen Lokomotiven nach Frankreich. Das läuft alles unter Reparaturen.“ Es handelte sich aber nicht um Reparaturen, sondern um Reparationen. 
Die rheinseitige Fassade des Hotels trägt den heutigen Schriftzug mit der Ortsangabe „Bad Godesberg“. Die Stadt Godesberg wurde aber erst 1925 in „Bad Godesberg“ umbenannt.

## Rezeption
Der Film- und Fernsehkritiker Rainer Tittelbach meint auf tittelbach.tv 2022:
„Wie es bei historischen TV-Dramen üblich ist, wird in dieser Degeto/SWR/WDR-Koproduktion der Zeithorizont auf die Familiengeschichte heruntergebrochen. Die gesellschaftlichen Verwerfungen zwischen den radikalisierten politischen Lagern, zwischen Freidenkern und Nationalkonservativen, zwischen demokratischem Aufschwung und bleierner Tradition spiegeln sich in den Beziehungen unter dem Dach des ehrwürdigen Hauses wider. Das Drehbuch von Dirk Kämper erzählt chronologisch, verwebt dabei Themen der (heutigen) Zeit leitmotivisch fast wie in einem Musikstück. Und Thorsten M. Schmidts Inszenierung lässt sich vom Rhein bildlich und rhythmisch beeinflussen. Dieser kompakte, bestens besetzte Zweiteiler fließt.“
Für die Süddeutsche Zeitung schreibt Stefan Fischer:
„Vor allem aber ist jede Figur ein Stereotyp, ohne Ambivalenzen, durchschaubar und also langweilig. Emil: kreativ. Seine Schwester: verträumt. Deren Mutter: herrisch. Der Vater: formbar. Das Zimmermädchen: kämpferisch ... Keine Persönlichkeitsentwicklung, bei niemandem. Regelrecht entgleist sind Szenen vom Beginn, wenn sich der Film die Vorbehalte der Deutschen gegen die französischen Besatzer zu eigen macht und diese Militärs ausschließlich als die Widerlinge zeigt, die sie in der Wahrnehmung der Kriegsverlierer sind. Hauptsache, alle Uniformknöpfe sind originalgetreu.“
In der FAZ resümiert Heike Hupertz: 
„Die [...] gelungene Fundstelle schneidet eine frivole, queere Cabaret-Show der Zwanziger, die die katholischen Rheinländer in Skandalstimmung versetzt, gegen eine blutige Kommunistenhatz durch Nationalsozialisten. Großes Bühnenfinale im Hotel und umstandslose Erschießung eines Kommunisten in einem Hinterhof Bad Godesbergs sind wirkungsvoll montiert (Schnitt Simone Klier), spitzen die Gleichzeitigkeit von zukunftsoffenem Aufbruch und Anfang der Vernichtungsherrschaft zu.
Wie Zeit eben nicht „verfliegt“, sondern durch Handlungen und Einstellungen bestimmt wird, das vermittelt „Das Weiße Haus am Rhein“ plausibel und unterhaltsam. Der Rhein fließt, der Rheinschiffer trotzt allen Widrigkeiten, das Grandhotel steht, und Emil windet und arrangiert sich – gleichsam stellvertretend für viele Deutsche. Antisemitismus, Rassismus, weibliche Emanzipation, Missbrauch, Queerness und Heilsbringertum werden nicht als Themen aufgepfropft, sondern erzählt. Programmiert zum Tag der Deutschen Einheit, wirkt der Zweiteiler staatstragender, als er vermutlich gemeint ist.“